# Самха
Самха (араб. سمحة‎) — остров архипелага Сокотра, третий по площади остров этого архипелага (41 км²). Входит в состав Йемена, с 2004 года административно является частью мухафазы Хадрамаут (до этого входил в мухафазу Аден). На этот остров, как и на другие острова архипелага Сокотра, заявляет свои претензии Сомали.
В 2002 году население острова составляло 139 человек (81 мужчина и 58 женщин). Все они проживали в селении в западной части северного побережья острова.

## География

Общая карта архипелага Сокотра, в который входит остров Самха

Находится в Аравийском море к востоку от побережья Сомали, в 220 км от мыса Гвардафуй — крайней северо-восточной точки Африканского рога. Остров лежит примерно в 50 км к юго-западу от западной оконечности острова Сокотра, примерно в 60 км к востоку от острова Абд-эль-Кури и в 350 км к югу от Аравийского полуострова. Самха и соседний (находящийся в 17 км к востоку) необитаемый остров Дарса известны под общим названием «Аль-Ихван» (араб. الأخوين‎, «Братья»).
Длина острова составляется 12 км, максимальная ширина — 6,8 км.
Имеется источник пресной воды.

## Геология
Поскольку в периоды материковых оледенений Северного полушария уровень океана существенно падал, неоднократно возникал крупный остров, объединявший территории современных островов Сокотра, Самха и Дарса, его площадь было примерно в два раза больше площади современного острова Сокотра. Последний раз такой остров, значительная часть которого имела плоский низменный рельеф, существовал примерно 20 тысяч лет назад.

## Флора
На Самхе имеется эндемичное (то есть встречающееся только на этом острове) растение — Begonia samhaensis. Этот вид имеет охранный статус Вымирающие виды (EN).

## Фауна
На острове обитает эндемичный для архипелага Сокотра гигантский скорпион Hottentotta socotrensis, достигающий в длину 13 см.